# Fistful of Metal
| 전문가 평가                      | 전문가 평가 |
| 평가 점수                        | 평가 점수   |
| 출처                             | 점수        |
| -------------------------------- | ----------- |
| AllMusic                         | [ 3 ]       |
| Collector's Guide to Heavy Metal | 8/10        |
| Encyclopedia of Popular Music    | [ 5 ]       |
| The Rolling Stone Album Guide    | [ 6 ]       |

《Fistful of Metal》은 1984년 1월 6일, 메가포스 레코드(미국만 해당)와 뮤직 포 네이션스가 국제적으로 발매한 미국의 헤비 메탈 밴드 앤스랙스의 데뷔 스튜디오 음반이다. 이 음반에는 앨리스 쿠퍼의 〈I'm Eighteen〉 커버가 포함되어 있다. 이 음반은 각각 맷 팰런(그리고 결국 세 번째 보컬리스트 조이 벨라도나)과 프랭크 벨로로 대체된 오리지널 프론트맨 닐 터빈과 오리지널 베이시스트 댄 릴커가 참여한 이 밴드의 유일한 음반이다. 전 오리지널 기타리스트 그레그 월스는 앤스랙스가 이 음반의 자료를 썼다고 주장하면서 "그를 찢어버렸다"고 주장한다.

## 배경
학교 친구인 댄 릴커와 스콧 이언은 1981년 뉴욕에서 앤스랙스를 결성했다. 그들은 둘 다 기타를 연주했지만, 릴커는 적합한 베이시스트를 찾지 못하자 베이스로 전환했다. 1982년, 몇 가지 라인업 회전 후에, 앤스랙스는 보컬리스트이자 학교 동료인 닐 터빈을 추가했다. 드러머 찰리 베넌티와 리드 기타리스트인 댄 스피츠가 1983년에 추가되었다. 앤스랙스는 1983년 초에 5트랙으로 구성된 데모를 녹음했고, 이로 인해 밴드는 존 자줄라의 메가포스 레코드와 계약을 맺게 되었다. 이 음반사는 〈Soldiers of Metal / Howling Furies〉의 7인치 싱글 음반을 발매했고, 2주 만에 3,000장이 팔렸다. 《Fistful of Metal》은 뉴욕주 이타카의 피라미드 사운드 스튜디오에서 녹음되었고, 더 로즈의 드러머인 칼 캐내디가 프로듀싱했다. 이 음반은 미국의 메가포스, 영국의 뮤직 포 네이션스, 그리고 유럽의 로드러너에 의해 1984년 1월에 발매되었다.

## 곡 목록
| #  | 제목                                | 작사·작곡                                                           | 재생 시간 |
| -- | ----------------------------------- | ------------------------------------------------------------------- | --------- |
| 1. | 〈Deathrider〉                      | 닐 터빈, 댄 스피츠, 스콧 이언, 댄 릴커, 찰리 베넌티                 | 3:12      |
| 2. | 〈Metal Thrashing Mad〉             | 터빈, 스피츠, 이언, 릴커, 베넌티                                    | 2:42      |
| 3. | 〈I'm Eighteen (앨리스 쿠퍼 커버)〉 | 앨리스 쿠퍼, 글렌 벅스턴, 마이클 브루스, 데니스 더너웨이, 닐 스미스 | 4:06      |
| 4. | 〈Panic〉                           | 터빈, 이언, 릴커                                                    | 4:02      |
| 5. | 〈Subjugator〉                      | 터빈, 스피츠, 이언, 릴커, 베넌티                                    | 4:43      |

| #   | 제목                        | 작사·작곡          | 재생 시간 |
| --- | --------------------------- | ------------------ | --------- |
| 6.  | 〈Soldiers of Metal〉       | 터빈, 이언, 릴커   | 3:00      |
| 7.  | 〈Death from Above〉        | 터빈, 이언, 스피츠 | 5:10      |
| 8.  | 〈Anthrax〉                 | 터빈, 이언, 릴커   | 3:29      |
| 9.  | 〈Across the River (기악)〉 | 이언, 릴커         | 1:26      |
| 10. | 〈Howling Furies〉          | 이언, 릴커         | 3:54      |